# Стаматопулос, Кенни
Ке́нни Стамато́пулос (настоящее имя Кириа́кос, англ. Kenny Stamatopoulos, греч. Κυριάκος Σταματόπουλος, 28 августа 1979, Каламата, Греция) — канадский футболист греческого происхождения, игравший на позиции вратаря. Выступал за сборную Канады.

## Карьера

### Клубная
Начинал заниматься футболом в канадском клубе «Скарборо Аззурри». В 17 лет переехал в Грецию, где выступал вначале за молодёжную команду «Каламаты», а потом подписал контракт с основной. Проведя в греческой Суперлиге, а затем и в Бета Этники, три сезона, Кенни подписал двухлетний контракт со шведским «Энчёпингом». В начале 2006 года он перебрался в клуб норвежской Типпелиги «Тромсё». Достаточно игрового времени он не получал, поэтому часто играл в аренде. Сезон 2007 года он провёл в канадском «Торонто», игравшем в MLS. Первую половину сезона 2009 года Стаматопулос отыграл в «Люне». Дебютировал за клуб из Осло 14 июня 2009 года в матче с «Бранном». 2 августа сыграл первую игру уже за другой норвежский клуб «Фредрикстад», который на своём поле принимал «Викинг». В начале 2010 года был арендован на год шведским АИКом, который искал замену травмированному Никласу Бергу. Первый матч за стокгольмский клуб сыграл 9 июля 2010 года в Кубке Швеции с «Хельсингборгом». По окончании аренды АИК выкупил трансфер Стаматопулоса у «Тромсё» и подписал с ним контракт на три года, с возможностью продления его ещё на один год.

### В сборных
Выступал за олимпийскую сборную Канады, в составе которой выиграл соревнования по футболу на Франкофонских играх 2001 года, проходивших Оттаве. 14 ноября 2001 года дебютировал в национальной сборной, выйдя после перерыва вместо Ларса Хиршфельда в товарищеском матче со сборной Мальты, завершившемся поражением канадцев 1:2. В 2002 году стал бронзовым призёром Золотого кубка, однако на турнире не сыграл ни одного матча. В 2009 году также входил в заявку сборной Канады на Золотой кубок, где являлся вторым вратарём после Грега Саттона.

## Достижения
- Бронзовый призёр Золотого кубка КОНКАКАФ: 2002
- Победитель Франкофонских игр: 2001

## Личная жизнь
Родился в Греции. Когда ему было 6 месяцев, родители переехали в крупнейший город Канады Торонто. Там Кенни увлекался хоккеем, бейсболом и американским футболом, однако неплохо проявил себя в качестве вратаря в соккере. Когда ему исполнилось 17 лет, его семья вернулась обратно в Грецию.

## Матчи за сборную
| # | Дата            | Место                                | Соперник   | Результат | Турнир            |
| - | --------------- | ------------------------------------ | ---------- | --------- | ----------------- |
| 1 | 14 ноября 2001  | «Хибернианс Граунд», Паола, Мальта   | Мальта     | 1:2       | Товарищеский матч |
| 2 | 3 сентября 2005 | «Эль Сардинеро», Сантандер, Испания  | Испания    | 1:2       | Товарищеский матч |
| 3 | 16 ноября 2005  | «Альфонс Теис», Эсперанж, Люксембург | Люксембург | 1:0       | Товарищеский матч |
| 4 | 1 марта 2006    | «Эрнст Хаппель», Вена, Австрия       | Австрия    | 2:0       | Товарищеский матч |
| 5 | 11 октября 2003 | «Национальный», Кингстон, Ямайка     | Ямайка     | 1:2       | Товарищеский матч |